# Kàldino
Kàldino (en rus: Калдино) és un poble de l'óblast de Saràtov, a Rússia, segons el cens del 2010 tenia 422 habitants. Pertany al districte municipal de Mokroús.